# Norrköping Lufthavn
Norrköping Lufthavn (IATA: NRK, ICAO: ESSP) (svensk: Norrköping flygplats), er en international lufthavn placeret 3 km øst for Norrköping, Östergötlands län i Sverige. I 2010 ekspederede den 115.660  passagerer.

## Historie
Lufthavnen åbnede 9. september 1934, og er den ældste kommercielle lufthavn i Sverige der stadigvæk er i drift. Det var først i 1936 der startede regulær passagertrafik, da hollandske KLM startede flyvninger til København, Malmø og Stockholm. I starten af 1940'erne overtog det statslige Luftfartsverket ejerskabet af lufthavnen, og begyndte efterfølgende på en udvidelse af området.
Norrköpings kommun overtog 15. marts 2006 ejerskabet og driften af Norrköping flygplats.